# Hasegawa Taichi
Taichi Hasegawa (sinh ngày 26 tháng 2 năm 1981) là một cầu thủ bóng đá người Nhật Bản.

## Sự nghiệp câu lạc bộ
Taichi Hasegawa đã từng chơi cho Albirex Niigata và Valiente Toyama.